# Rochet (vêtement)
Pour les articles homonymes, voir Rochet.

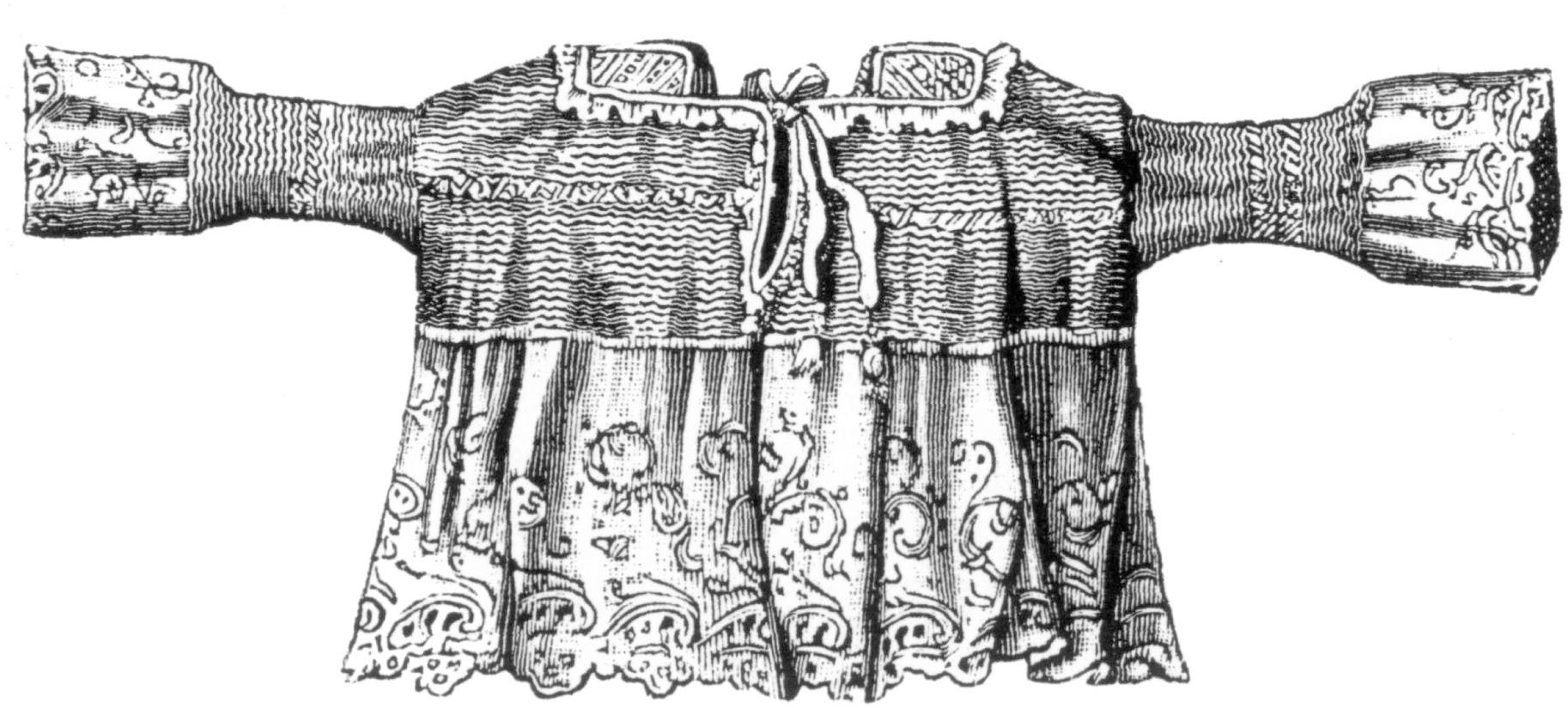
Rochet plissé, gravure du XIXe siècle

Le rochet est un vêtement ecclésiastique apparu au XIIIe siècle, généralement porté par les dignitaires ecclésiastiques comme le pape, les cardinaux, les évêques et certains prélats dans les cultes catholique et anglican.   
Composé de lin, le rochet, qui recouvre la soutane, est similaire à une aube courte aux manches étroites dont les extrémités sont ornées de dentelle. Signe de juridiction mais simple vêtement de chœur (en), il doit être couvert d'un autre vêtement ou ornement et ne peut servir lors de l'administration des sacrements.

## Description
Tirant son nom du latin médiéval roccus ou rochus lui-même dérivé du francique rockk- « habit » dont dérive par ailleurs le mot « froc », le rochet est un vêtement ecclésiastique de chœur en lin, similaire à une aube courte. 
Bien qu'il se peut qu'il n'ait pas de manches, il est généralement doté de manches étroites et collantes dont les extrémités sont ornées de dentelle comme parfois les épaules, de manière à laisser apparaître la couleur de l'étoffe de la soutane sur laquelle il ne peut être porté sans être lui-même être couvert d'un autre vêtement ecclésiastique, chape, mozette, mantelet, surplis… ou d'ornements sacrés, avec un amict. Simple vêtement de chœur (en), il ne peut remplacer le surplis, auquel il s'apparente, lorsque celui-ci est expressément requis pour l'administration de sacrements.

## Usage

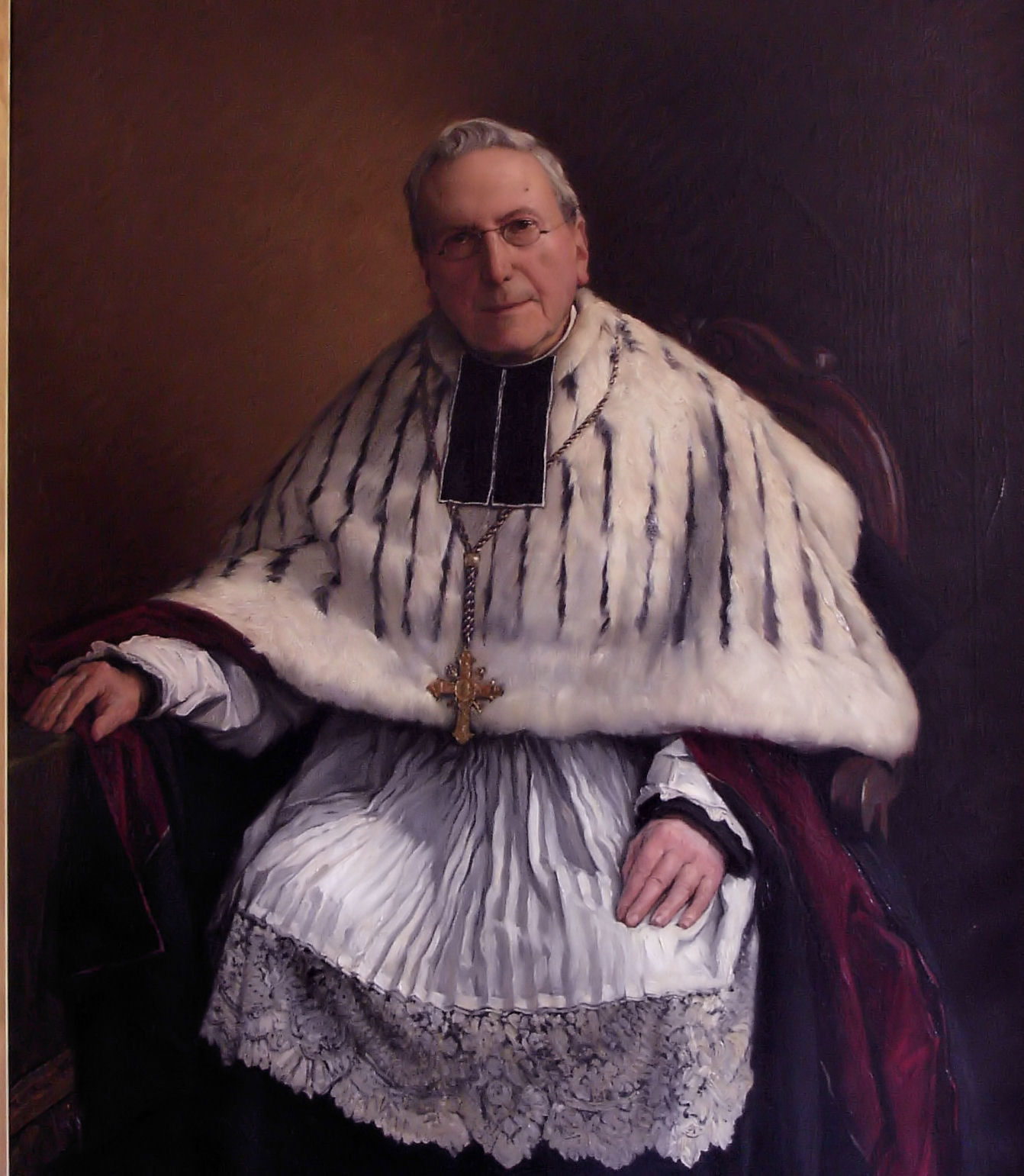
Chanoine portant le rochet en dentelle aux fuseaux sous la mosette bordée d'hermine.

Apparu au début du XIIIe siècle dans le vestiaire ecclésiastique et prescrit particulièrement aux évêques par le pape Innocent III, le rochet est un signe de juridiction dont le port est interdit aux clercs qui n'en ont pas le privilège : dans le rite romain, il est ainsi réservé aux papes, cardinaux, archevêques et évêques. Son port est également autorisé aux protonotaires apostolique à la fin du XVIe siècle et peut être porté par les chanoines des chapitres cathédraux ou collégiaux en vertu d'un indult puis, depuis une concession de Benoît XV en 1920, par les prélats réguliers. 
Avant les réformes liturgiques consécutives au concile Vatican II, ceux qui portaient le rochet au chœur devaient le garder sous l'aube à la messe. Par ailleurs, les prélats non revêtus de la dignité épiscopale ou cardinalice ne pouvaient porter directement l'étole sur le rochet seul, celui-ci étant un signe de juridiction. Ils devaient d'abord enfiler un surplis ou une cotta sur le rochet avant de mettre l'étole. En outre, lorsqu'un prélat, même évêque ou cardinal, portait la chape sur le rochet, il devait revêtir l'amict placé autour du cou par-dessus.
Autrefois, les évêques issus des ordres religieux ne portaient pas le rochet.